# Utopia Park
Utopia Park (Utopia) è il primo libro scritto completamente da Lincoln Child, per la prima volta senza il collega Douglas Preston con cui aveva scritto ad esempio Relic, La stanza degli orrori, Natura morta.

## Trama
La vicenda è ambientata nel deserto del Nevada, in cui sorge Utopia, il parco di divertimenti più famoso del mondo, una sorta di Disneyland high-tech che attira più di 65.000 visitatori al giorno. Robot futuristici, ologrammi straordinariamente realistici e ogni tipo di effetto speciale. Ma un giorno iniziano a verificarsi strani avvenimenti: un incidente sulle montagne russe, un robot che impazzisce e terrorizza il pubblico.
Il dottor Andrew Warne, ingegnere informatico che ha progettato la maggior parte dei robot presenti nel parco, viene immediatamente contattato dalla direzione e così giunge al parco con la figlia.
Ma il giorno in cui Warne arriva a Utopia, il parco si ritrova intrappolato nella morsa di un losco individuo che minaccia di far saltare in aria il parco se non verranno soddisfatte le sue richieste. Warne ha in mano la vita di migliaia di persone e deve far qualcosa affinché non accada una strage.

## Edizioni
- Lincoln Child, Utopia Park, 2002, ISBN 0-385-50668-6.